# تایگر بیبی فیلمز
تایگر بیبی فیلمز (انگلیسی: Tiger Baby Films) یا تایگر بیبی، کمپانی فیلم‌سازی هندی است که مالک آن، زویا اختر و ریما کاگتی هستند که هر دو کارگردان فیلم می‌باشند. این کمپانی در ماه اکتبر ۲۰۱۵ تأسیس گردید.

## تولیدات
این شرکت اولین فیلمی که تولید کرد، فیلم درام-موزیکال پسر خیابان بود. این فیلم برای نخستین بار در روز ۹ فوریه ۲۰۱۹ در جشنواره بین‌المللی فیلم برلین به نمایش درآمد. فیلم پسر خیابان که کارگردانی آن را زویا اختر بر عهده داشت در روز ۱۵ فوریه ۲۰۱۹ اکران گردید.